# Lithacodia biplaga
Lithacodia biplaga är en fjärilsart som beskrevs av Walker 1857. Lithacodia biplaga ingår i släktet Lithacodia och familjen nattflyn. Inga underarter finns listade i Catalogue of Life.